# Силткус (озеро)
Силткус (англ. Siltcoos Lake) — озеро на побережье штата Орегон в Соединённых Штатах, занимающее площадь в 12,8 км². Озеро находится примерно в 11 км к югу от Флоренса и в 1 км к востоку от шоссе 101. Максимальная глубина — 6,7 метра.
Из озера вытекает река Силткус, текущая на запад в Тихом океане.

## Геология и биология
Силткус представляет собой затопленный остаток дельты реки Силткус, существовавшей до последнего ледникового периода. Таяние ледников вызвало подъём уровня моря и затопление низовий прибрежных рек Орегона.
Питается в основном четырьмя небольшими пресноводными притоками — Воахинк, Фиддл, Мейпл и Лейн. Озеро очень мелкое, средняя глубина составляет около 4,6 метров. Мелководье способствует эвтрофному характеру озера, связанному с обширными популяциями элодеи, урути и других водных растений. Благодаря наличию питательных веществ в озере водится большое количество рыб.
Для некоторых жителей Дюна-Сити и близлежащих районов озеро является источником питьевой воды. В течение 52 дней осенью 2007 года государственные и местные власти рекомендовали не использовать воду озера в домашних условиях из-за цветения анабены, сине-зеленых водорослей, которые могут вырабатывать токсины. Департамент качества окружающей среды штата Орегон включил озеро в свой список наблюдения из-за его проблем с водорослями.

## Отдых
Озеро Силткус является популярным местом для рыбной ловли. Здесь водятся крупные окуни, а также сомы, синежаберные солнечники и форель.